# Albert Laborde
Pour les articles homonymes, voir Laborde.
Albert Laborde est un physicien, ingénieur, écrivain et photographe français, né à Neuilly-sur-Seine le 27 juillet 1878 et mort à Paris 5e le 24 décembre 1968. Il est le petit-cousin d'Émile Zola.

## Biographie
Il est ingénieur diplômé en 1901 de la 17e promotion de l'ESPCI. Il a ensuite soutenu une thèse de médecine en 1923, intitulée Le dosage des albumines par les procédés néphélémétriques. Il a été un proche collaborateur de Pierre Curie de 1902 à 1906. Il a ensuite collaboré avec Marie Curie à l'Institut du radium.
Le dossier personnel d'Albert Laborde est conservé aux archives du Musée Curie. Il était aussi photographe amateur.
Il était le fils d'Amélie Laborde, la cousine germaine d'Alexandrine Zola, l'épouse de l'écrivain Émile Zola,,. Il était aussi le filleul de l'épouse de l'écrivain et avait une sœur, Élina Laborde, mariée à l'auteur dramatique et romancier Georges Loiseau.
On doit à Albert Laborde une collection de photographies de l'écrivain, de sa famille et de ses proches.
Simone Laborde (1883-1976), l'épouse d'Albert Laborde, a été pédiatre puis radiobiologiste. Elle a travaillé avec Gustave Roussy à l'Institut du cancer de Villejuif et était militante féministe. Elle est l'auteur d'un Que sais-je? sur le cancer.
On doit aussi au linguiste Henri Mitterand un entretien datant de 1969 avec Albert Laborde, intitulé Émile Zola à Médan,,,.

## Publications
- Émile Zola à Médan, par Henri Mitterand, 1969.
- Trente-huit années près de Zola : vie d'Alexandrine Zola, préface de Pierre Paraf, Paris, Les Éditeurs Français Réunis, 1962[11],[12].
- Hommage à Pierre Curie, avec Louis de Broglie, Paris, Musée pédagogique, 1956.
- Pierre Curie dans son laboratoire, conférence faite au Palais de la découverte, à l'occasion du 50ème anniversaire de la mort de Pierre Curie, Université de Paris, 1956.
- Le dosage des albumines par les procédés néphélémétriques, Paris, Vigot Frères, thèse de médecine, 1923.
- Méthodes de mesure employées en radioactivité, Paris, Gauthier-Villars, 1910.
- Sur la condensation de l'émanation du radium, Faculté des sciences de Paris, 1910[13].
- Radioactivité des eaux minérales, Journal de physique, 1904[14].
- Ensemble de photographies provenant des familles Zola et Laborde, 1895.
- Recueil: portraits photographiques d'Émile Zola et de ses proches, 1880.